# 索拉里灣

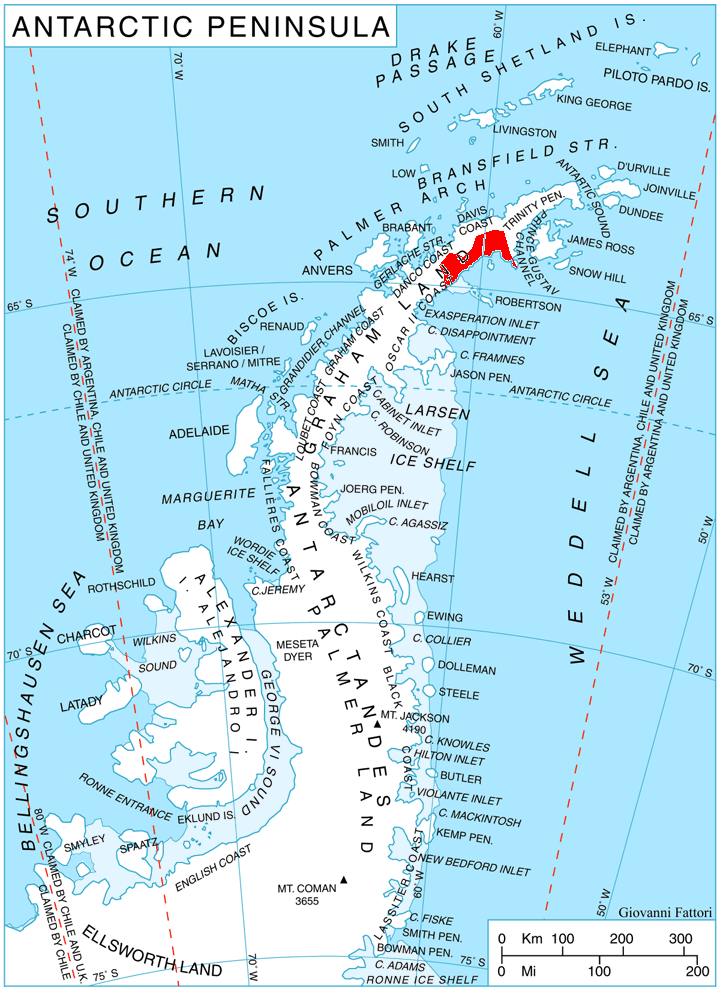

索拉里灣是南極洲的海灣，位於葛拉漢地，寬11.2公里，處於巴爾萬角以北，在20世紀晚期拉森冰棚分裂德里加爾斯基冰川後退而形成，以保加利亞的北部鄉鎮命名。
64°44′30″S 60°43′00″W / 64.74167°S 60.71667°W

## 外部連結
- Solari Bay. （页面存档备份，存于） SCAR Composite Antarctic Gazetteer.